# Рычагов, Александр Васильевич
Александр Васильевич Рычагов (7 мая 1956 — 7 января 2021) — советский и российский игрок в хоккей с мячом, тренер, заслуженный мастер спорта СССР (1985), двукратный чемпион мира.

## Биография
Родился 7 мая 1956 года в Горьком.
Начал заниматься в 1966 году в Горьком хоккеем с шайбой в детской команде «Торпедо» у Владимира Садовникова. В 1971 году начал играть в хоккей с мячом за команды заводов «Двигатель революции» и «Станкозаводец», в дальнейшем получив приглашение в юношескую команду «Старта», где его наставником стал Александр Никишин.
С сезона 1974/75 в составе команды мастеров «Старта», ведомой Юрием Фокиным, под руководством которого команда вышла в высшую лигу чемпионата СССР по итогам сезона 1974/75.
Выступая за «Старт» с 1974 по 1986 год, становится обладателем серебряных медалей чемпионата СССР сезона 1979/80, побеждает в 1983 году в розыгрыше (в первом после 29-летнего перерыва) возрождённого Кубка СССР.
Также играл в хоккей на траве за «Старт» в 1975—1977 годах.
Сезон 1986/87 провёл в кемеровском «Кузбассе».
С 1987 по 1989 год вновь в составе «Старта».
Сезон 1989/90 провёл в московском «Динамо».
Завершил игровую карьеру в павловском «Инструментальщике» («Спартаке»), представляющем второй по силе дивизион чемпионата России, выступая за команду с 1990 по 1994 год.
Привлекался в сборную СССР, в составе которой стал двукратным чемпионом мира (1979, 1985). Всего на пяти чемпионатах мира провёл 20 матчей и забил три мяча, в том числе и победный в финальном матче турнира 1985 года.
С 1991 по 1994 год был играющим главным тренером «Инструментальщика», по итогам сезона 1991/92 вывел команду в первую лигу чемпионата России.
В дальнейшем работал тренером «Оки» из Навашино, главным тренером балахнинской «Волны», победив с командой в турнире команд второй лиги в сезоне 1995/96.
С 2000 по 2004 год был тренером ДЮСШ «Нижегородец». С 2004 года — в СШ «Сормово» (обе — Нижний Новгород).
Скоропостижно скончался на 65-м году жизни 7 января 2021 года.

## Личная жизнь
- Жена — Елена Михайловна Рычагова — старший преподаватель кафедры физической культуры и спорта ПИМУ, мастер спорта СССР по бадминтону[5][6].
- Сын — Антон (род. 1985) — игрок в хоккей с мячом. Выступал за «Старт» с 2006 по 2016 год. Тренер по хоккею с шайбой[1][7].
- Дочь — Александра[8].
  - Внук Дмитрий (род. 2002) — игрок в хоккей с мячом. Выступает за «Старт» (с 2021 года)[9].

## Достижения
«Старт»
 Серебряный призёр чемпионата СССР: 1979/80 

 Обладатель Кубка СССР: 1983 

 Финалист Кубка СССР: 1986 

 Чемпион РСФСР: 1975 

 Серебряный призёр Спартакиады народов РСФСР: 1978 (в составе сборной Горьковской области)
Сборная СССР
 Чемпион мира: 1979, 1985 

 Серебряный призёр чемпионата мира: 1981, 1983 

 Бронзовый призёр чемпионата мира: 1987 

 Победитель Международного турнира на приз газеты «Советская Россия»: 1978, 1980, 1982, 1986
Личные
- В списке 22-х лучших игроков сезона (7): 1978, 1979, 1980, 1981, 1982, 1983, 1985
- Символическая сборная «Старта»: 2004

### Комментарии
1. ↑  Количество игр и голов за клуб(ы) в высшем дивизионе чемпионатов СССР